# Моро, Симоне
Симо́не Мо́ро (итал. Simone Moro; род. 27 октября 1967 года в Бергамо) — итальянский скалолаз, альпинист-высотник. Покорил восемь восьмитысячников (Эверест — четырежды, Лхоцзе — дважды, Шишабангма — обе вершины, Чо-Ойю, Броуд Пик, зимой — Макалу, Гашербрум II, Нанга-Парбат ), в сумме совершил 13 восхождений на восьмитысячники.
В 1997 году со своим другом, казахстанцем Анатолием Букреевым, попал под лавину на Аннапурне. Букреев и кинооператор Соболев так и не были найдены, Моро чудом спасся. Позже он снова стал ходить в горы с новым партнёром, тоже казахстанцем, Денисом Урубко.

## Биография
Моро является профессиональным горным гидом, также совершает собственные восхождения. Доктор спортивных наук. В 2010 году окончил курсы вертолётчиков, получив право выполнять коммерческие рейсы в Непале. Владеет пятью европейскими языками и немного русским. 
В 2001 году Моро прервал свой траверс Эверест — Лхоцзе, чтобы спасти серьёзно травмированного английского альпиниста Томаса Мура. За что получил премию имени Дэвида Соулса, вручаемую Американским альпийским клубом, Приз ЮНЕСКО «Фейр-плей», а позже итальянскую «Золотую медаль за гражданское мужество» (Medaglia d’oro al valor civil, 2003).

## Экспедиции в горах

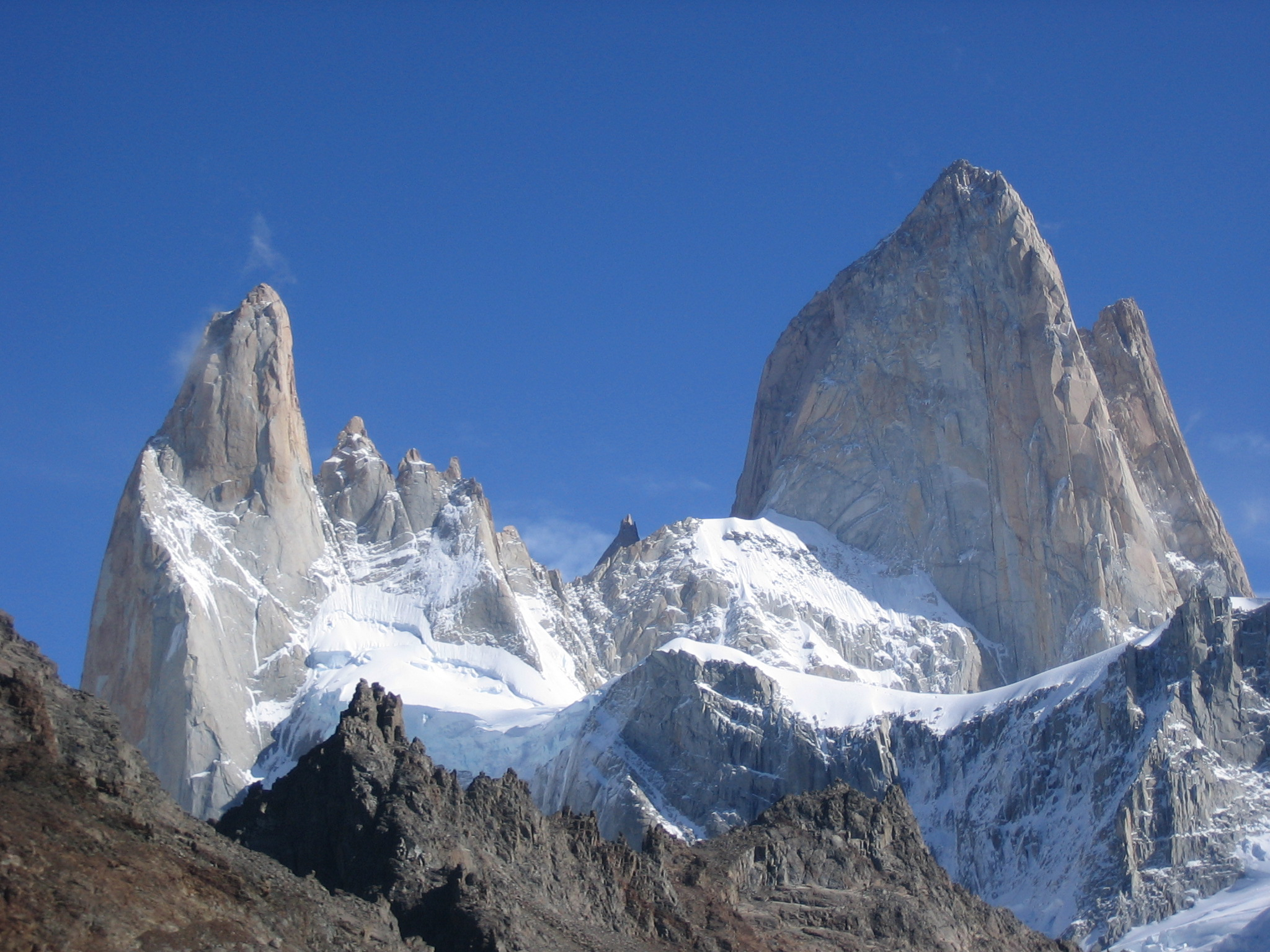
Скалы Фицрой в Патагонии, на границе Чили и Аргентины

1992, октябрь — попытка восхождения на Эверест.
1993, август — Аконкагуа (6962 м) в Южной Америке, в альпийском стиле, впервые пик покорён зимой.
1993, октябрь — попытка одиночного восхождения на Макалу по маршруту Кукучки.
1994, сентябрь — попытка восхождения на Шишабангма Главная.
1995, апрель — попытка восхождения на Канченджангу.
1996, февраль — западная стена скалы Фицрой (3341 м) в Патагонии (Южная Америка).
1996, май — попытка восхождения на Дхаулагири.
1996, октябрь — Шишабангма Центральная (8008 м) с Анатолием Букреевым.
1997, май — Лхоцзе (8516 м) классика с Южного седла с Букреевым.
1997, декабрь — попытка восхождения на Аннапурну с Букреевым, попали под лавину.
1998 — попытка восхождения на Эверест по северному гребню.
1999, лето — проект памяти Анатолия Букреева «„Снежный барс“ за один сезон», совместно с Марио Курнисом, Денисом Урубко и Андреем Молотовым. За 34 дня альпинисты поднялись на четыре семитысячника Памира и Тянь-Шаня: 16 июля — пик Ленина (7134 м), 27 июля — пик Корженевской (7105 м), 7 августа — пик Коммунизма (7495 м), 19 августа — пик Хан-Тенгри (7010 м). Этой вершиной Курнис завершил своё участие, тогда как Моро был вынужден прервать своё восхождение на Пик Победы. На вершину взошли 24 августа Урубко и Молотов, тем самым став «снежными барсами» за рекордные 39 дней. Это достижение лишь в 2016 году побил польский альпинист Анджей Баргель, затратив на все пять вершин 29 дней 17 часов и 5 минут (однако он совершал спуск на лыжах).
2000, май — Эверест (8848 м) с южной седловины с Урубко, первый восьмитысячник Дениса.
2001, 6 марта — пик Мраморная стена (6400 м), зимой на северном Тянь-Шане с Денисом Урубко и Максутом Жумаевым.
2001, май — попытка траверса Лхоцзе—Эверест прекращена из-за спасательных работ под Лхоцзе: Моро спасал англичанина Тома Мура, а Урубко — польку Анну Червиньску. Через день Урубко взошёл-таки на Лхоцзе, а Моро вернулся с полпути, свернув экспедицию.
2002, май — Чо-Ойю (8201 м) в альпийском стиле.
2002, май — Эверест (8848 м) с севера.
2002, декабрь — Пик Винсон (4892 м) в Антарктиде.
2003, апрель — Килиманджаро (5893 м) в Африке.
2003, июнь — попытка восхождения на Нанга-Парбат по Диамирской стене со сборной Казахстана, но сошёл на 7150 м.
2003, июль — взошёл на Броуд-Пик (8051 м) по западному ребру с той же командой Казахстана, но от штурма К2 отказался.
2003, сентябрь — Эльбрус (5642 м) в Европе, с Денисом Урубко.
2004, январь — попытка зимнего восхождения на Шишабангма Главная по южной стене с польской командой, но повернул назад за 300 м до вершины.
2004, май — по северной стене взошёл на Кали Химал (7044 м — северная вершина Барунцзе) по новому пути с Денисом Урубко и итальянцем Бруно Тасси, и вторая попытка восхождения на Аннапурну, но только Урубко смог покорить пик.

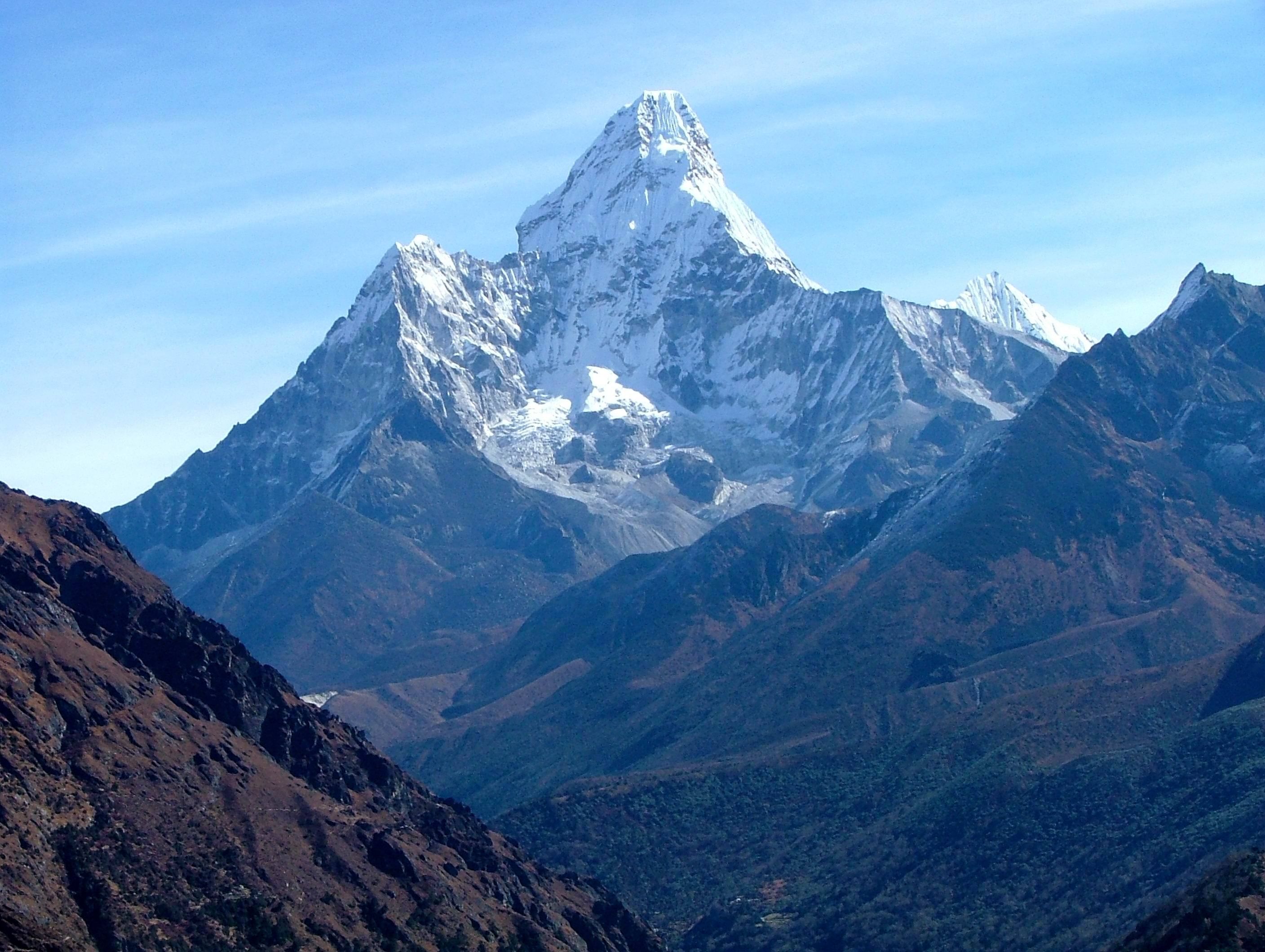
Ама Даблам в Гималаях ждёт своего часа

2005, январь — Шишабангма Главная (8027 м) с поляком Петром Моравским, впервые пик покорён зимой.
2005, май — попытка покорить семитысячник Батура Музтаг в Каракоруме (Пакистан).
2006, апрель — попытка штурма Ама-Даблам (6814 м) с К.-Х. Зальцбургером.
2006, май — Эверест (8848 м) в третий раз, впервые траверс с юга на север.
2007, февраль — попытка восхождения зимой на Броуд-Пик, из-за непогоды повернул назад за 700 м до вершины.
2008, февраль — вторая попытка восхождения зимой на Броуд-Пик, дошёл до высоты 7800 м.
2008, август — первовосхождение в альпийском стиле на Бека Бракай Чхок Южная (Beka Brakai Chhok, 6850 m) в Каракоруме (Пакистан) с итальянцем Эрве Бармасси.
2009, февраль — Макалу (8481 м) с Денисом Урубко, впервые пик покорён зимой. Получили альпинистский Оскар — престижную награду Eiger Award 2009.
2009, май — экспедиция на юго-западную стену Чо-Ойю с Эрве Бармасси сорвалась из-за закрытия границы Китаем. Урубко же с Борисом Дедешко поднялся на пик с непальской стороны и покорил свой последний, 14-й восьмитысячник.
2009, июнь — пик Победы (7439 м), через 10 лет Симоне Моро всё же стал «снежным барсом».
2010, май — Эверест (8848 м) — в четвёртый раз, но впервые с использованием кислорода из коммерческих целей. Давно запланированный траверс Лхоцзе—Эверест с Денисом Урубко снова не удался из-за проблем в экспедиции. Тогда партнёры разделились: Урубко поднялся на Лхоцзе, а Моро — на Эверест и обе вершины были взяты.
2011, 17 февраля — Гашербрум II (8035 м) с Денисом Урубко и американцем Кори Ричардсом. Первый каракорумский восьмитысячник, покорённый зимой.
2016, 26 февраля — Нанга-Парбат (8126 м). Первое зимнее восхождение на этот восьмитысячник вместе с Алексом Чиконом (Страна басков) и Али Садпара (Пакистан).